# Bugatti Type 73
Pour les articles homonymes, voir Bugatti (homonymie) et 73 (nombre).
La Bugatti Type 73 est une voiture de sport de luxe de 1947, du constructeur automobile Bugatti, ultime création d'Ettore Bugatti (1881-1947) au moment de sa disparition, dont il n'existe à ce jour qu'un exemplaire + deux modèles de course reconstitués des années 1960. Elle est classée véhicules automobiles protégés au titre des monuments historiques français depuis 1978, avec 430 modèles de la Collection Schlumpf de la cité de l'automobile de Mulhouse.

## Historique
À la suite de la disparition tragique et accidentelle de Jean Bugatti (fils héritier de l'usine Bugatti de Molsheim de production de voiture de sport et de compétition d'élite) le 11 août 1939 à l'âge de 30 ans, et à la suite de la confiscation puis destruction de son usine, classée en zone interdite par l'Empire Nazi durant la Seconde Guerre mondiale, Ettore Bugatti tente désespérément de relancer, sans succès, la production de ses voitures de sport depuis Paris, et de former son jeune second fils Roland Bugatti (1922-1977) alors âgé de 17 ans, pour lui succéder.

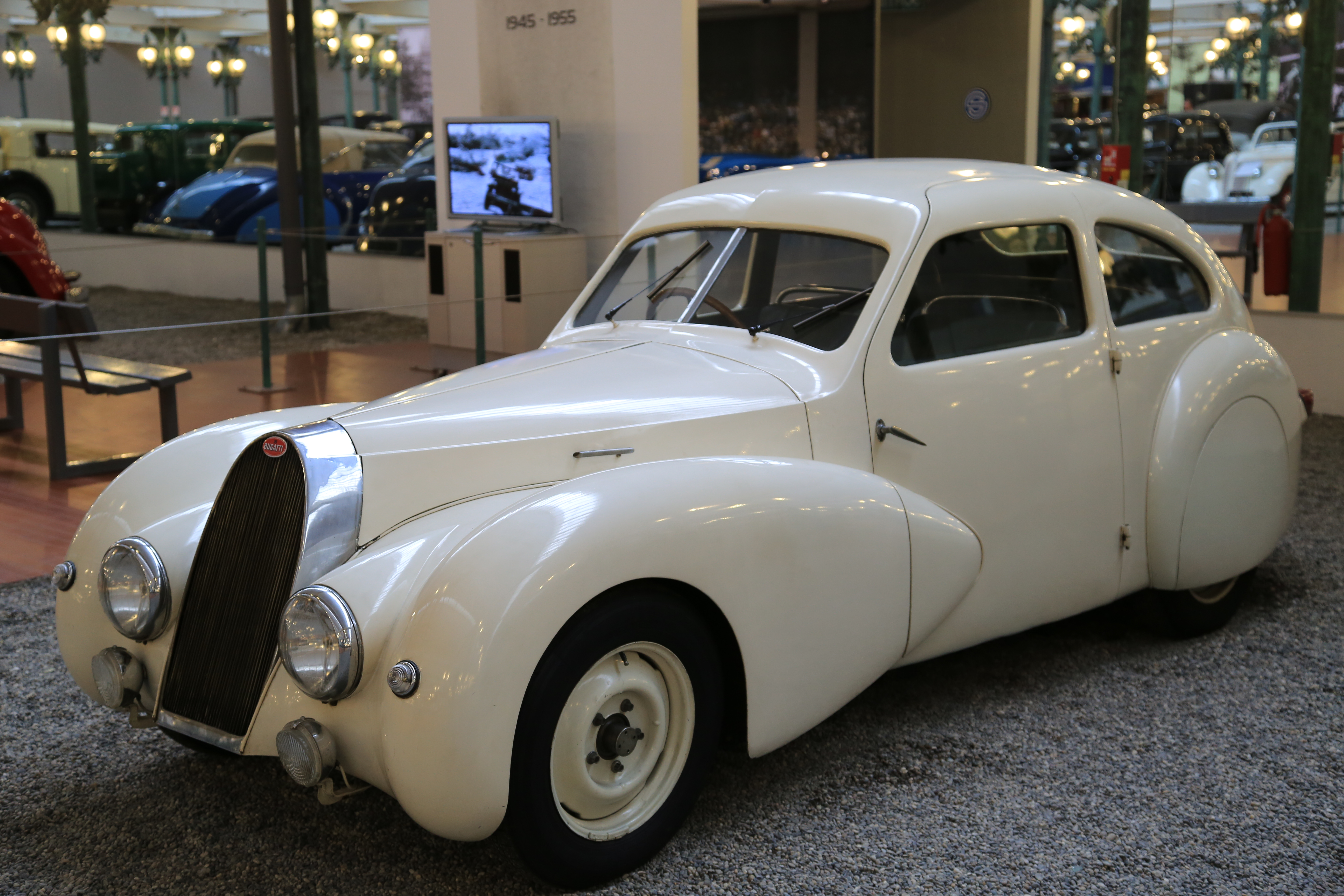
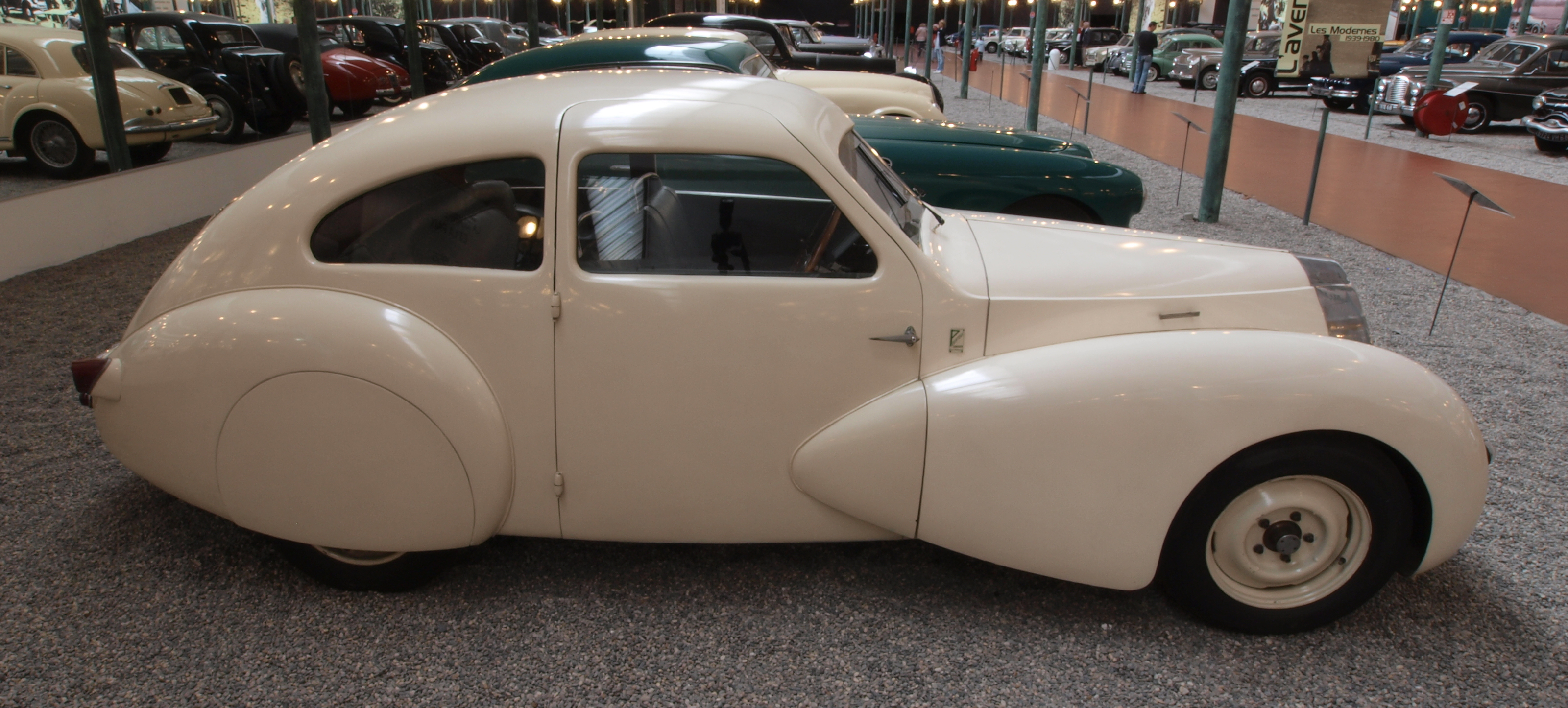
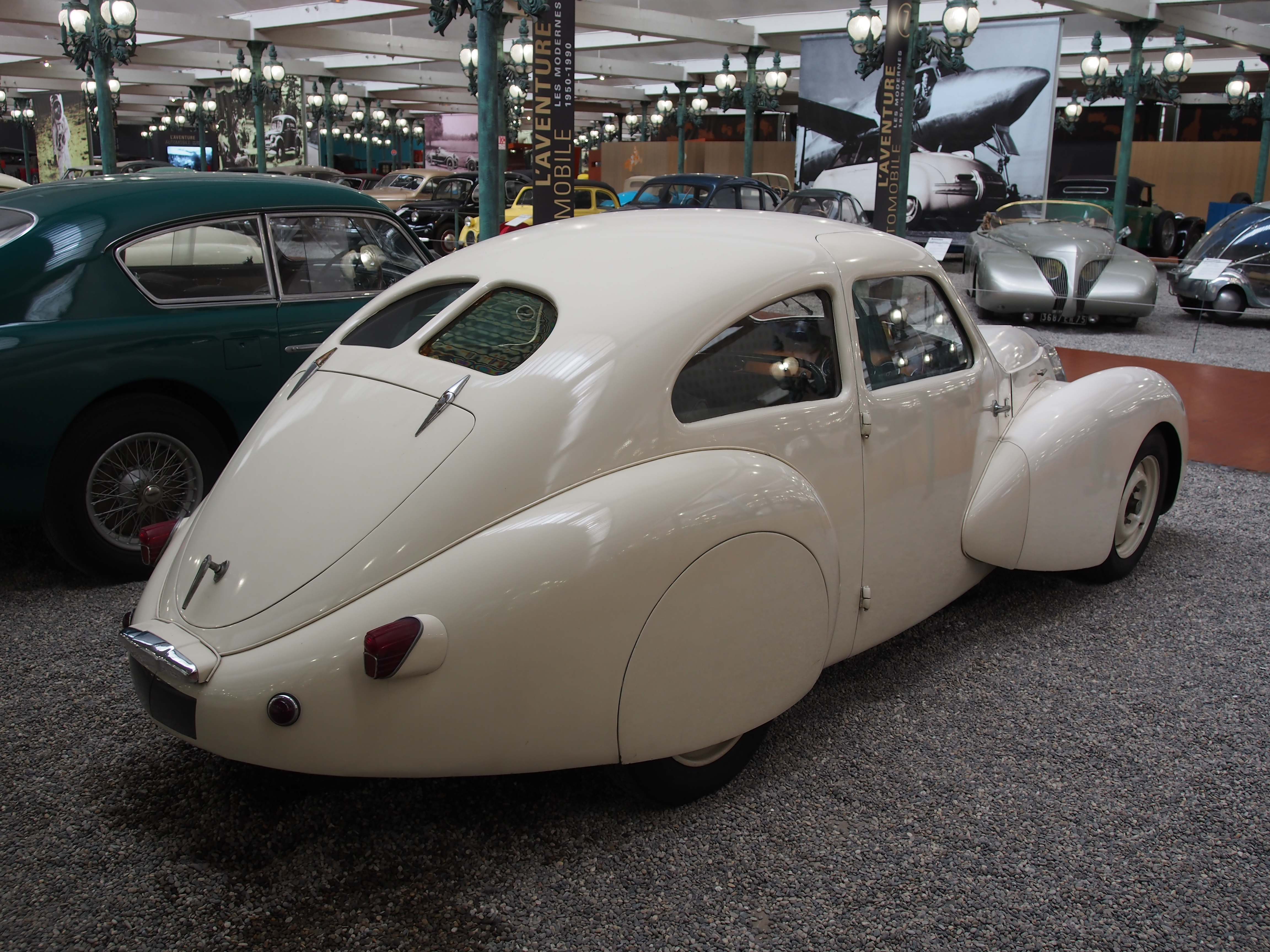

La conception des Type 73 remonte à 1943, dans des conditions difficiles de Seconde Guerre mondiale, puis d'après-guerre, à l'usine Bugatti du 15 rue du Débarcadère du 17e arrondissement de Paris, voisine de Neuilly-sur-Seine ou Ettore vit avec sa seconde épouse (usine de conception d'avion Bugatti-De Monge 100P, et de montage de moteurs d'Autorail Bugatti, motorisés par 4 moteurs d'avions couplés de 800 ch de Bugatti Royale...).

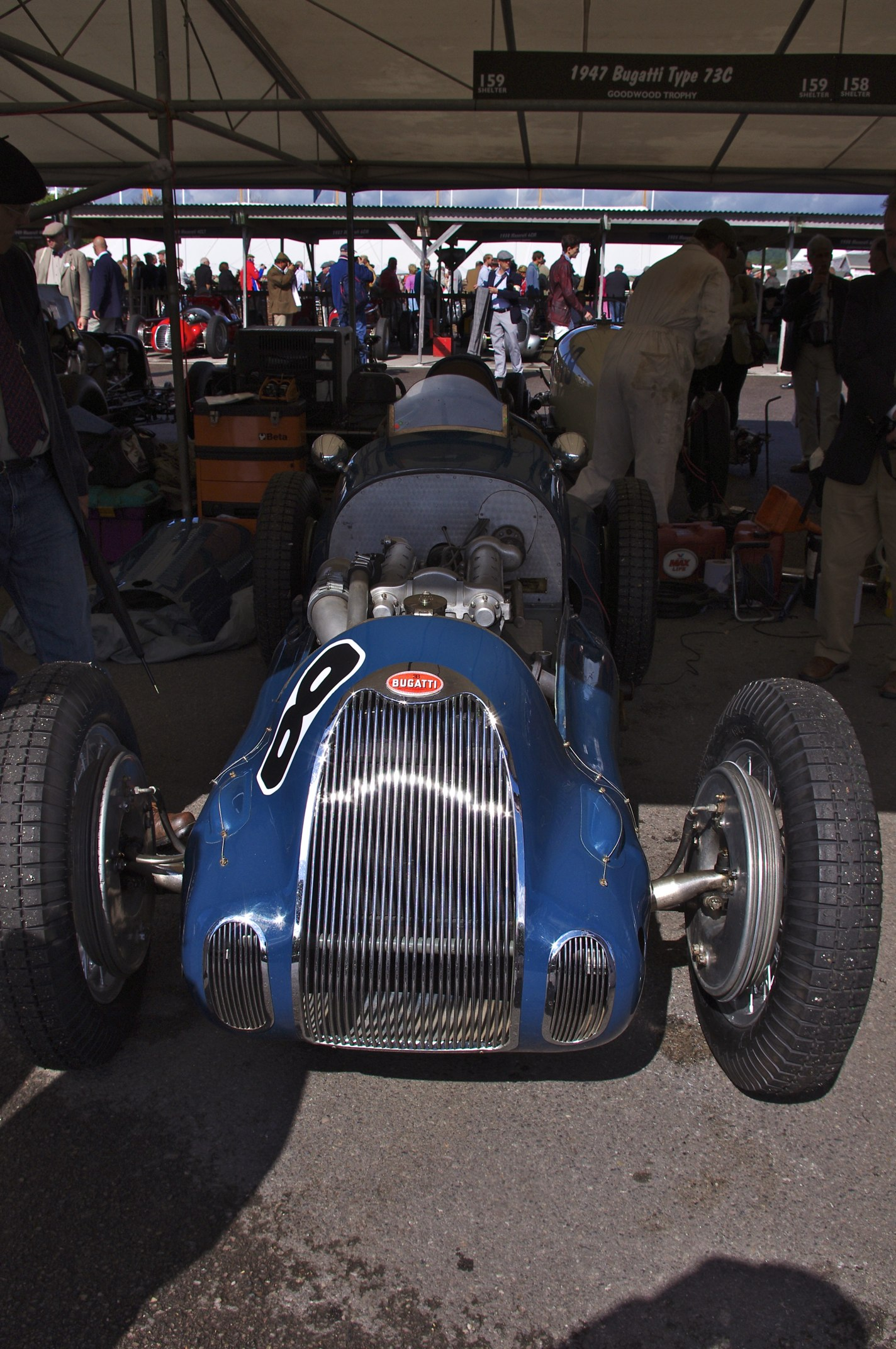
Bugatti Type 73C (1944) reconstitution des années 1960

Elle est déclinée en plusieurs versions : 73, 73A, 73B, et 73C (de Grand Prix automobile), prévue en déclinaison de plusieurs carrosseries, et de plusieurs motorisations à base de nouveaux moteurs Bugatti 4 cylindres en ligne 12 à 16 soupapes de 1469 cm³ suralimenté, à simple ou double arbre à cames en tète (le 4 cylindres Bugatti « 1500 » devait marquer le renouveau de Bugatti d'après-guerre).
Ettore disparaît d'épuisement à Paris à l'age de 66 ans, le 21 août 1947, deux mois avant la présentation de sa création au salon de l'automobile de Paris d'octobre 1947 au Grand Palais.
5 châssis de Type 73 ont été construits (T73C001 à T73C005) dont un seul est carrossé : 
La 73A coach Pourtout (châssis 73001) est carrossée par le designer Marcel Pourtout, inspiré du style rétro art déco d'entre-deux-guerres, et de la dernière Bugatti Type 64 coach de Jean Bugatti, avec intérieur bois, siège en cuir, et boite de vitesse Bugatti 4 rapports synchronisés. Elle est achetée en 1963 par les frères Schlumpf pour leur collection Schlumpf, exposée depuis à la Cité de l'automobile de Mulhouse.
Elle inspire les dernières Bugatti Type 101, Bugatti Type 251, et Bugatti Type 252 suivantes de Roland Bugatti, dernières tentatives infructueuses de relancer la marque d'élite Bugatti.
Deux Bugatti 73C de Grand Prix automobile, sont reconstituées et assemblées dans les années 1960, à partir des châssis 73C003 et 73C004, de pièces, et dessins d'origines de 1944, acquis par Jean de Dobbeleer (concessionnaire belge Bugatti de Bruxelles). Elles appartiennent depuis à divers propriétaires collectionneurs privés successifs.